# Фаркашу (Долж)
Фаркашу (рум. Fărcaşu) насеље је у Румунији у округу Долж у општини Фаркаш. Oпштина се налази на надморској висини од 233 m.

## Становништво
Према подацима из 2011. године у насељу је живело 3620 становника.